# Sommer-Paralympics 2016/Teilnehmer (Aserbaidschan)
| stlisierte Goldmedaille | stlisierte Silbermedaille | stlisierte Bronzemedaille |
| ----------------------- | ------------------------- | ------------------------- |
| 1                       | 8                         | 2                         |

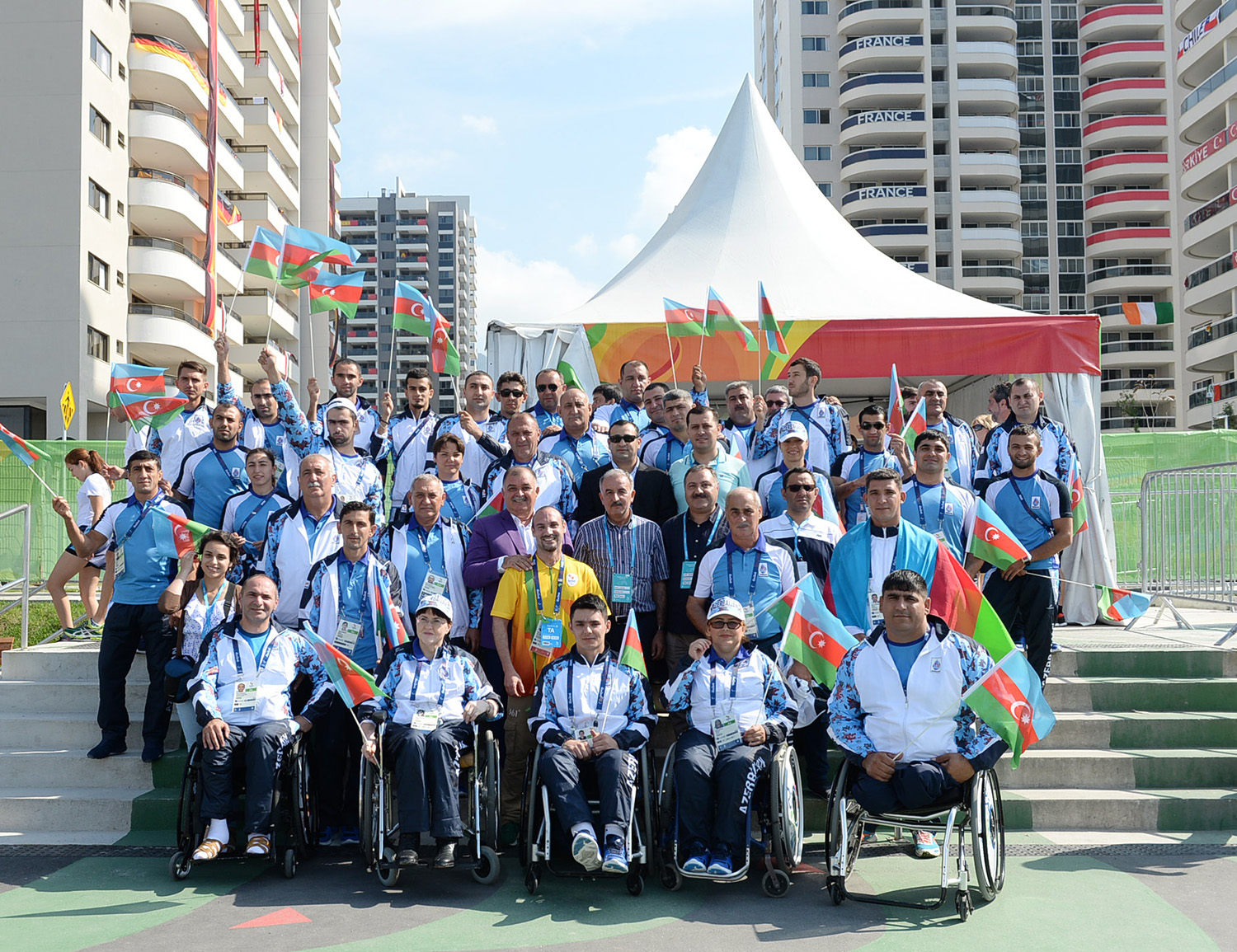
Paralympisches Team aus Aserbaidschan

Aserbaidschan hat fünfundzwanzig Athleten zu den Paralympischen Sommerspielen 2016 in Rio de Janeiro entsandt. Das Team gewann eine Goldmedaille, acht Silber- und zwei Bronzemedaillen.

## Medaillen
Das Team aus Aserbaidschan gewann bei den Sommer-Paralympics 2016 insgesamt eine Goldmedaille, acht Silber- und zwei Bronzemedaillen. Dabei ging die einzige Goldmedaille an den Judoka Ramil Gasimov. Die Leichtathletin Yelena Çebanu gewann insgesamt drei Medaillen.
| Medaille | Name              | Sport          | Wettbewerb                        | Datum              |
| -------- | ----------------- | -------------- | --------------------------------- | ------------------ |
| Gold     | Ramil Gasimov     | Judo           | Gewichtsklasse 73 kg, Männer      | 9. September 2016  |
| Silber   | Bayram Mustafayev | Judo           | Gewichtsklasse 66 kg, Männer      | 8. September 2016  |
| Silber   | Yelena Çebanu     | Leichtathletik | 100-m-Lauf, Frauen                | 9. September 2016  |
| Silber   | Kamil Aliyev      | Leichtathletik | Weitsprung T12, Männer            | 10. September 2016 |
| Silber   | Yelena Çebanu     | Leichtathletik | Weitsprung T12, Frauen            | 13. September 2016 |
| Silber   | Dzmitry Salei     | Schwimmen      | Brustschwimmen 100 m SB12, Männer | 13. September 2016 |
| Silber   | Raman Salei       | Schwimmen      | Rückenschwimmen 100 m S12, Männer | 15. September 2016 |
| Silber   | Dzmitry Salei     | Schwimmen      | Freistil 50 m S12, Männer         | 17. September 2016 |
| Silber   | Irada Aliyeva     | Leichtathletik | Speerwurf F12/13, Frauen          | 17. September 2016 |
| Bronze   | Yelena Çebanu     | Leichtathletik | 200-m-Lauf T12, Frauen            | 12. September 2016 |
| Bronze   | Rovshan Safarov   | Judo           | Gewichtsklasse 81 kg              | 9. September 2016  |

## Teilnehmer nach Sportarten

### Judo
Männer
| Sportler            | Wettbewerb | Runde der 16                                       | Viertelfinale                                   | Semifinale                             | Hoffnungslauf 1                                | Hoffnungslauf 2                                             | Finale / Kampf um den 3. Platz                   | Finale / Kampf um den 3. Platz |
| Sportler            | Wettbewerb | Gegner Ergebnis                                    | Gegner Ergebnis                                 | Gegner Ergebnis                        | Gegner Ergebnis                                | Gegner Ergebnis                                             | Gegner Ergebnis                                  | Rang                           |
| ------------------- | ---------- | -------------------------------------------------- | ----------------------------------------------- | -------------------------------------- | ---------------------------------------------- | ----------------------------------------------------------- | ------------------------------------------------ | ------------------------------ |
| Ramin Ibrahimov     | −60 kg     | Argentinien Eduardo Gauto W 112-000                | Kasachstan Anuar Sariyev W 100–002              | Usbekistan Sherzod Namozov L 000–100   | –                                              | –                                                           | Mongolei Uugankhuu Bolormaa L 000–100            | 5                              |
| Bayram Mustafayev   | −66 kg     | –                                                  | Brasilien Halyson Oliveira Boto W 010–000       | Japan Fujimoto W 100–000               | –                                              | –                                                           | Usbekistan Utkirjon Nigmatov L 000–110           | Silber                         |
| Ramil Gasimov       | −73 kg     | –                                                  | Kuba Gerardo Rodriguez W 000–000, nach Shido    | Deutschland Nikolai Kornhass W 100–000 | –                                              | –                                                           | Ukraine Solovey W 110–000                        | Gold                           |
| Rovshan Safarov     | −81 kg     | Belarus Aliaksandr Kazlou W 110–000                | Ukraine Oleksandr Kosinov L 000–110             | Nicht weiter gekommen                  | Nicht weiter gekommen                          | Argentinien Jose Effron W 100–000                           | Vereinigtes Königreich Jonathan Drane W 102–000  | Bronze                         |
| Kanan Abdullakhanli | −100 kg    | Vereinigtes Königreich Oleksandr Pominov W 101–000 | Vereinigtes Königreich Gwanggeun Choi L 000–101 | Nicht weiter gekommen                  | Nicht weiter gekommen                          | Vereinigtes Königreich Hamed Alizadeh W 000–000, nach Shido | Vereinigtes Königreich Shirin Sharipov L 000–001 | 5                              |
| Ilham Zakiyev       | +100 kg    | Bye                                                | Usbekistan Adiljan Tuledibaev L 000–100         | Nicht weiter gekommen                  | Vereinigte Staaten Benjamin Goodrich W 102–000 | Vereinigtes Königreich Jack Hodgson W 001–000               | Kuba Yangaliny Jimenez L 000–001                 | 5                              |

Frauen
| Sportlerin         | Wettbewerb | Viertelfinale                | Semifinalse           | Hoffnungslauf                             | Finale / Kampf um den 3. Platz | Finale / Kampf um den 3. Platz |
| Sportlerin         | Wettbewerb | Gegnerin Ergebnis            | Gegnerin Ergebnis     | Gegnerin Ergebnis                         | Gegnerin Ergebnis              | Rang                           |
| ------------------ | ---------- | ---------------------------- | --------------------- | ----------------------------------------- | ------------------------------ | ------------------------------ |
| Sabina Abdullayeva | −57 kg     | Japan Junko Hirose L 000–100 | Nicht weiter gekommen | Volksrepublik China Lijing Wang L 000–100 | Nicht weiter gekommen          | 7                              |

### Leichtathletik
Männer
- Kamil Aliyev (Silber im Weitsprung, 7,05 m)
- Huseyn Hasanov (Weitsprung, nicht angetreten)
- Elmir Jabrayilov (100 m, 200 m, 400 m, Staffel)
- Elchin Muradov (Staffel, Weitsprung)
- Olokhan Musayev (Diskus)
- Samir Nabiyev (Kugelstoßen)
- Oleg Panyutin (Staffel, Weitsprung)
- Rufat Rafiyev (Kugelstoßen)

| Sportler                                                   | Guide           | Wettbewerb             | Heat            | Heat            | Semifinale      | Semifinale      | Finale                | Finale                |
| Sportler                                                   | Guide           | Wettbewerb             | Zeit            | Rang            | Zeit            | Rang            | Zeit                  | Rang                  |
| ---------------------------------------------------------- | --------------- | ---------------------- | --------------- | --------------- | --------------- | --------------- | --------------------- | --------------------- |
| Elchin Muradov                                             | Hakim Ibrahimov | 100m - T11             | disqualifiziert | disqualifiziert | disqualifiziert | disqualifiziert | disqualifiziert       | disqualifiziert       |
| Elmir Jabrayilov                                           | -               | 100m - T12             | 11.27           | 2 Q             | –               | –               | 11.5                  | 4                     |
| Elmir Jabrayilov                                           | -               | 200m - T12             | nicht gestartet | nicht gestartet | nicht gestartet | nicht gestartet | nicht gestartet       | nicht gestartet       |
| Elmir Jabrayilov                                           | Hakim Ibrahimov | 400m - T12             | 49.74           | 3 Q             | 50.17           | 3               | nicht weiter gekommen | nicht weiter gekommen |
| Oleg Panyutin Kamil Aliyev Elmir Jabrayilov Elchin Muradov | Hakim Ibrahimov | 4 × 100 m Relay T11-13 | nicht gestartet | nicht gestartet | nicht gestartet | nicht gestartet | nicht gestartet       | nicht gestartet       |

| Sportler        | Wettbewerb             | Marke (Meter)   | Rang            |
| --------------- | ---------------------- | --------------- | --------------- |
| Samir Nabiyev   | Kugelstoßen - F56/57   | 13.67           | 7               |
| Rufat Rafiyev   | Kugelstoßen - F36      | 13.72           | 4               |
| Elchin Muradov  | Weitsprung - T11       | 6.09            | 5               |
| Kamil Aliyev    | Weitsprung - T12       | 7.05            | Silber          |
| Oleg Panyutin   | Weitsprung - T12       | 6.88            | 7               |
| Huseyn Hasanov  | Weitsprung - T45/46/47 | nicht gestartet | nicht gestartet |
| Olokhan Musayev | Discus - F54/55/56     | 40.93           | 4               |

Frauen
- Irada Aliyeva (Silber im Speerwurf, 42,58 m)
- Yelena Çebanu (Silber 100 m, 11,71 s, Bronze 200 m, 23,80 s, Silber im Weitsprung, 5,56 m)

| Sportlerin    | Wettbewerb         | Marke (Meter) | Rang   |
| ------------- | ------------------ | ------------- | ------ |
| Irada Aliyeva | Speerwurf - F12/13 | 42.58         | Silber |

| Sportlerin    | Guide           | Wettbewerb       | Heat  | Heat | Semifinale            | Semifinale            | Finale                | Finale                |
| Sportlerin    | Guide           | Wettbewerb       | Zeit  | Rang | Zeit                  | Rang                  | Zeit                  | Rang                  |
| ------------- | --------------- | ---------------- | ----- | ---- | --------------------- | --------------------- | --------------------- | --------------------- |
| Yelena Çebanu | Hakim Ibrahimov | 100m - T12       | 12.24 | 1 Q  | 11.81                 | 1 Q                   | 11.71                 | Silber                |
| Yelena Çebanu | Hakim Ibrahimov | 200m - T12       | 24.16 | 1 Q  | –                     | –                     | 23.80                 | Bronze                |
| Yelena Çebanu | Hakim Ibrahimov | 400m - T12       | 56.53 | 2    | nicht weiter gekommen | nicht weiter gekommen | nicht weiter gekommen | nicht weiter gekommen |
| Yelena Çebanu | -               | Weitsprung - T12 | –     | –    | –                     | –                     | 5.56                  | Silber                |

### Powerlifting (Bankdrücken)
Im Powerlifting traten zwei Athleten aus Aserbaidschan an, Ahmad Razm Azar in der Gewichtsklasse bis 65 kg und Elshan Huseynov in der Gewichtsklasse bis 107 kg. Huseynov war amtierender Weltrekordhalter, hatte wie Azar bei dem Wettbewerb allerdings drei Fehlversuche.
Männer
| Sportler        | Wettbewerb | Hebegewicht   | Rang          |
| --------------- | ---------- | ------------- | ------------- |
| Ahmad Razm Azar | –65 kg     | Nicht bekannt | Nicht bekannt |
| Elshan Huseynov | –107 kg    | Nicht bekannt | Nicht bekannt |

### Schwimmen
Männer:
- Dzmitry Salei (Silber in 50 m Freistil, 100 m Freistil, 100 m Rücken, Silber in 100 m Brust, 100 m Schmetterling, 200 m Lagen)
- Raman Salei (50 m Freistil, 100 m Freistil, 400 m Freistil, Silber in 100 m Rücken, 100 m Schmetterling, 200 m Lagen)

| Sportler      | Wettbewerb                   | Rennen  | Rennen | Finale                | Finale                |
| Sportler      | Wettbewerb                   | Zeit    | Rang   | Zeit                  | Rang                  |
| ------------- | ---------------------------- | ------- | ------ | --------------------- | --------------------- |
| Dzmitry Salei | 50 m Freistil S12            | 24.40   | 1 Q    | 24.29                 | Silber                |
| Raman Salei   | 50 m Freistil S12            | 24.43   | 2 Q    | 24.45                 | 4                     |
| Dzmitry Salei | 100 m Freistil S13           | 53.82   | 3 Q    | 54.73                 | 8                     |
| Raman Salei   | 100 m Freistil S13           | 54.32   | 2      | nicht weiter gekommen | nicht weiter gekommen |
| Raman Salei   | 400 m Freistil S13           | 4:13.83 | 3 Q    | 4:19.34               | 7                     |
| Dzmitry Salei | 100 m Schmetterling S13      | 58.83   | 2 Q    | 58.16                 | 5                     |
| Raman Salei   | 100 m Schmetterling S13      | 58.40   | 2 Q    | 58.11                 | 4                     |
| Dzmitry Salei | 100 m Brust SB12             | 1:08.68 | 1 Q    | 1:08.80               | Silber                |
| Dzmitry Salei | 100 m Rücken S12             | 1:02.63 | 3 Q    | 1:02.70               | 6                     |
| Raman Salei   | 100 m Rücken S12             | 1:01.58 | 1 Q    | 1:00.91               | Silber                |
| Dzmitry Salei | 200 m individual medley SM13 | 2:16.31 | 1 Q    | 2:13.83               | 4                     |
| Raman Salei   | 200 m individual medley SM13 | 2:19.37 | 3      | nicht weiter gekommen | nicht weiter gekommen |

### Schießen
Frauen
| Sportlerin      | Wettbewerb                 | Qualifikation | Qualifikation | Finale                | Finale                |
| Sportlerin      | Wettbewerb                 | Punkte        | Rang          | Punkte                | Rang                  |
| --------------- | -------------------------- | ------------- | ------------- | --------------------- | --------------------- |
| Yelena Taranova | P2-10m Luftpistole - SH1   | 370-4x        | 5 Q           | 148.8                 | 4                     |
| Yelena Taranova | Mixed P3-25m Pistole - SH1 | 560-11x       | 13            | nicht weiter gekommen | nicht weiter gekommen |
| Yelena Taranova | Mixed P3-25m Pistole - SH1 | 503-2x        | 27            | nicht weiter gekommen | nicht weiter gekommen |

### Bogenschießen
Frauen
| Sportlerin      | Wettbewerb      | Ranking round | Ranking round | Runde der 32            | Runde der 16      | Viertelfinale     | Semifinale        | Finale            | Finale |
| Sportlerin      | Wettbewerb      | Ergebnis      | Seed          | Gegnerin Ergebnis       | Gegnerin Ergebnis | Gegnerin Ergebnis | Gegnerin Ergebnis | Gegnerin Ergebnis | Rang   |
| --------------- | --------------- | ------------- | ------------- | ----------------------- | ----------------- | ----------------- | ----------------- | ----------------- | ------ |
| Zinyat Valiyeva | Recurve (Offen) | 472           | 31            | Iran Zahra Nemati L 0-6 | nicht erreicht    | nicht erreicht    | nicht erreicht    | nicht erreicht    | 17     |